# 科韦洛
科韦洛，是西班牙加利西亚自治区蓬特韦德拉省的一个市镇。 总面积125平方公里，总人口3743人（2001年），人口密度30人/平方公里。